# I molti santi del New Jersey
I molti santi del New Jersey, noto anche come I molti santi del New Jersey - I Soprano: le origini, (The Many Saints of Newark, o anche The Many Saints of Newark - A Sopranos Story) è un film del 2021 diretto da Alan Taylor.
Il film è il prequel della serie televisiva I Soprano (1999-2007), utilizza le rivolte di Newark del 1967 come sfondo per narrare le tensioni tra la comunità italoamericana e quella afroamericana.

## Trama
Direttamente dall'aldilà, nel presente, la voce di Christopher narra la storia delle origini della sua famiglia: i Moltisanti.
Nel 1967 un giovane Tony Soprano viaggia con il suo mentore, "Dickie" Moltisanti (padre di Christopher), per accogliere a casa il padre di Dickie, "Hollywood Dick" Moltisanti, e la sua nuova sposa italiana, Giuseppina.
Moltisanti è un soldato della famiglia criminale DiMeo, che comprende anche Johnny Soprano e suo fratello Junior, Silvio Dante, Paulie "Walnuts" Gualtieri, Pussy Bonpensiero e "Buddha", padre di Pussy.
A Newark, dopo che un tassista nero viene aggredito da agenti di polizia bianchi, scoppiano disordini e uno dei soci neri di Dickie, Harold McBrayer, decide di prendere parte alle rivolte. Harold uccide un uomo che ruba dalla loro azienda ed è costretto a fuggire in North Carolina: prima di partire, riceve in regalo $ 500 da Dickie.
In un luna park Tony vede che Johnny e Junior Soprano vengono arrestati: Johnny viene condannato a quattro anni di prigione per aggressione con arma da fuoco. Durante una lite "Hollywood Dick" spinge Giuseppina giù da una rampa di scale: quando Dickie lo scopre, lo affronta, ma la discussione porta a uno scontro fisico alla fine del quale Dickie uccide accidentalmente suo padre in un impeto di rabbia; l'uomo porta quindi il cadavere presso una delle attività del padre, per fare sembrare che questi sia stato ucciso durante i disordini. 
In preda al senso di colpa, Dickie fa visita al fratello gemello di suo padre, Sally, che sta scontando l'ergastolo per avere ucciso un altro uomo d'onore della sua stessa famiglia. Nello stesso periodo inizia anche una relazione con la giovane vedova di suo padre, Giuseppina. Tony, che frequenta le elementari, viene sospeso da scuola per avere iniziato un'operazione di gioco d'azzardo e Dickie, facendogli promettere che seguirà le regole, stringe con lui una promessa.
Nel 1972, all'inizio dell'anno, Johnny viene scarcerato. Harold torna a Newark determinato ad avviare la sua organizzazione criminale guidata da neri e Giuseppina, dopo un litigio con Dickie, lo tradisce proprio con Harold, diventato rivale del compagno. Harold uccide uno degli uomini di Dickie e ruba i soldi dell'estorsione; Dickie e i suoi uomini a loro volta torturano e interrogano uno dei membri della banda di Harold e poi lo uccidono; in rappresaglia per la morte di Cyril, Harold e la sua banda ingaggiano una sparatoria con gli uomini di Johnny Boy, durante la quale "Buddha" viene ucciso. Harold e Dickie si scontrano, ma entrambi scappano all'arrivo della polizia.
Dopo che Tony ruba le risposte per il suo esame di geometria, la consulente scolastica dice alla madre di Tony, Livia, che il ragazzo ha un alto QI di Stanford-Binet e i tratti della personalità di Myers-Briggs di un leader; racconta anche come Tony le abbia riferito di un momento in cui sua madre lo ha abbracciato e gli ha letto un libro su Sutter's Mill e come questo fosse uno dei suoi ricordi migliori. Livia cerca di mostrare affetto a Tony, ma cita anche il fatto che il suo medico volesse prescriverle antidepressivi: quando Tony si propone di procurarglieli, hanno un litigio. 
Alla veglia funebre per "Buddha", Tony chiede a Dickie se può procurarsi l'Elavil per sua madre, ma Dickie esita. Dopo la veglia, Junior scivola e cade sui gradini della chiesa, provocando uno scoppio d'ilarità in Dickie, contro cui si infuria. Dickie si riconcilia con Giuseppina e le promette un salone di bellezza che lei potrà gestire.
Durante una passeggiata sulla spiaggia Giuseppina confessa la sua relazione con Harold ma per la rabbia Dickie la affoga nell'oceano. Quindi fa di nuovo visita a Sally, che sospetta che il nipote abbia ucciso sia suo fratello che Giuseppina: lo zio gli fa notare che tutti quelli che sono vicini a Dickie prima o poi finiscono per morire e che quindi dovrebbe rimanere fuori dalla vita di Tony. L'uomo dà ascolto al consiglio di Sally e inizia a evitare Tony, rifiutandosi di vederlo o rispondere alle sue chiamate: il ragazzo, sconvolto, lancia gli altoparlanti che Dickie gli ha regalato giù dalla finestra. Più tardi quella notte, Silvio incoraggia Dickie a riconciliarsi con Tony ed egli cede. Tuttavia, prima che possa arrivare a casa, Dickie viene colpito alla nuca da un aggressore sconosciuto su ordine di Junior. Alla veglia per Dickie, viene rivelato che egli ha procurato l'Elavil per Tony e lo aveva in tasca quando è stato ucciso. Tony guarda tristemente il suo cadavere e immagina di fare un'altra promessa con lui, come avevano fatto anni prima.
Qualche tempo dopo Harold si trasferisce in un quartiere bianco: la sua organizzazione criminale sembra avere avuto successo.

## Produzione

### Sviluppo
Nel giugno del 2017 David Chase ha dichiarato l'interesse di continuare la storia di I Soprano attraverso un prequel. Nel marzo 2018 New Line Cinema ha annunciato l'acquisto dei diritti del film insieme a HBO Max. Alan Taylor, regista di alcuni episodi della serie, viene scelto per dirigere il film nel luglio 2018.

### Riprese
Le riprese del film, iniziate il 3 aprile 2019 a Brooklyn e spostatesi a Newark il 7 maggio, sono terminate nel giugno 2019; altre riprese sono state effettuate a Bloomfield, mentre nel settembre 2020 sono state effettuate delle riprese aggiuntive.

## Promozione
Il primo trailer del film è stato diffuso il 29 giugno 2021, mentre il secondo l'8 settembre dello stesso anno.

## Distribuzione
Inizialmente fissata per il 25 settembre 2020, la distribuzione è stata rinviata più volte a causa della pandemia di COVID-19: prima al 12 marzo 2021 poi al 24 settembre dello stesso anno. Infine il film è stato distribuito, in contemporanea nelle sale cinematografiche statunitensi e in streaming su HBO Max per i primi trentuno giorni, a partire dal 1º ottobre 2021, mentre nelle sale italiane dal 4 novembre.

### Divieti
Negli Stati Uniti il film è stato vietato ai minori di 17 anni non accompagnati da adulti per la presenza di "forte violenza, linguaggio non adatto, contenuti sessuali e nudità".